# Mnasalcas
Mnasalcas, en llatí Mnasalcas, en grec antic Μνασάλκας fou un poeta epigramàtic grec nadiu d'un llogaret al territori de Sició anomenat Platacae.
Es conserven divuit epigrames seus. L'època en què va florir no s'ha pogut determinar, però la majoria d'erudits s'inclinen per situar-lo durant el segle iv aC, preferiblement en temps d'Alexandre el Gran. Altres el situen un segle després.